# Exodus (Exo)
Exodus è il secondo album in studio del gruppo sudcoreano-cinese EXO, pubblicato il 30 marzo 2015 dalla SM Entertainment e distribuito dalla KT Music.

## Descrizione
Dell'album sono state distribuite due versioni, quella coreana e quella cinese. 
È il primo album da quando i membri Kris e Luhan hanno abbandonato il gruppo.

## Singoli
Il singolo "Call Me Baby", estratto dall'album, è stato pubblicato due giorni prima dell'uscita dell'album. Il 3 giugno 2015 l'album, a cui sono state incluse quattro nuove tracce, è stato ristampato come "Love Me Right". Di entrambe le versioni sono state vendute più di un milioni di copie in due mesi.

## Successo commerciale
Sono state pubblicate 20 differenti cover dell'album. Ogni membro del gruppo ha una cover che lo raffigura, sia nella versione coreana dorata, sia in quella cinese argentata. 
Secondo la SM Entertainment i pre-ordini dell'album hanno raggiunto le 502.440 copie (321.200 coreane e 181.240 cinesi).

### Corea del Sud e Cina
In Corea, la versione coreana dell'album è rimasta in testa nella Gaon Weekly Albums Chart per quattro settimane consecutive, mentre quella cinese ha raggiunto la seconda posizione.

### Giappone
In Giappone, entrambi gli album sono entrati nella top 10 dell'Oricon Weekly Albums Chart, nella quarta posizione (versione coreana) e settima posizione (versione cinese).

### Stati Uniti
Negli Stati Uniti sono state vendute 6000 copie dell'album, che si è posizionato alla posizione 95 nel Billboard 200. Exodus è diventato in questo modo il secondo album K-pop più venduto in America, dopo l'album Wings dei BTS.

## Tracce
Versione coreana
1. Call Me Baby – 3:31 (testo: Jo Yoon-kyung, Jeon Ji-eun (January 8 (lalala Studio)), Hwang Seon-jeong (January 8 (lalala Studio)), Kim Jeong-mi (January 8 (lalala Studio)), Kim Dong-hyun – musica: Teddy Riley (Red Rocket), Dominique "DOM" Rodriguez (Red Rocket), Lee Hyun-seung (Red Rocket), Jason J. Lopez, Dantae Johnson)
2. Transformer – 3:47 (testo: Kenzie – musica: Kenzie, Jonathan Yip, Jeremy Reeves, Ray Romulus, Ray McCullough)
3. What If... (시선 둘, 시선 하나?) – 4:19 (testo: Seo Ji-eum, The Underdogs – musica: The Underdogs, Dewain Whitmore, Adonis Shropshire)
4. Baekhyun, D.O., Suho – My Answer – 3:33 (Lee Joo-hyoung (MonoTree))
5. Exodus – 3:20 (testo: Jo Yoon-kyung – musica: Albi Albertsson (Mussashi), Yuka Otsuki (Mussashi), Fabian Strangl)
6. El Dorado – 3:59 (testo: Seo Ji-eum, Lee Yoo-jin, Im Kwang-wook (Devine Channel) – musica: Seo Ji-eum, Lee Yoo-jin, Im Kwang-wook (Devine Channel), Andreas "Mage" Maggiani (Devine Channel), Im "Chase" Chae-seop (Devine Channel))
7. Playboy – 3:32 (testo: Jonghyun – musica: Jonghyun (Wefreaky))
8. Hurt – 3:39 (testo: Seo Seung-hee (Soulsweet) – musica: Albi Albertsson (Mussashi))
9. Lady Luck (유성우?) – 3:33 (testo: Jo Yoon-kyung – musica: Command Freaks (Iconic Sounds), Andreas Stone Johansson)
10. Beautiful – 4:03 (testo: Lee Chae-yoon – musica: Teddy Riley, Dominique "DOM" Rodriguez (Audity), Richard Garcia (Audity), Dantae Johnson, LaByron "Miko" Walton)

Versione cinese
1. Call Me Baby (叫我T) – 3:31 (testo: Dae Ak Dong – musica: Teddy Riley (Red Rocket), Dominique "DOM" Rodriguez (Red Rocket), Lee Hyun-seung (Red Rocket), Jason J. Lopez, Dantae Johnson)
2. Transformer (变形女T) – 3:47 (testo: T-Crash, Kenzie – musica: Kenzie, Jonathan Yip, Jeremy Reeves, Ray Romulus, Ray McCullough)
3. What If... (两个视线, 一个视线T) – 4:19 (testo: 黄贞颖 Annakid, Seo Ji-eum – musica: The Underdogs, Dewain Whitmore, Adonis Shropshire)
4. Chen, Lay, D.O. – My Answer (我的答案T) – 3:33 (testo: Dae Ak Dong – musica: Lee Joo-hyoung (MonoTree))
5. Exodus (逃脱T) – 3:20 (testo: Zhou Weijie – musica: Albi Albertsson (Mussashi), Yuka Otsuki (Mussashi), Fabian Strangl)
6. El Dorado (黄金国T) – 3:59 (testo: Wang Yajun – musica: Seo Ji-eum, Lee Yoo-jin, Im Kwang-wook (Devine Channel), Andreas "Mage" Maggiani (Devine Channel), Im "Chase" Chae-seop (Devine Channel))
7. Playboy (坏男孩T) – 3:32 (testo: Wang Yajun – musica: Jonghyun (Wefreaky))
8. Hurt (伤害T) – 3:39 (testo: Seo Seung-hee (Soulsweet), Zhou Weijie – musica: Albi Albertsson (Mussashi))
9. Lady Luck (流星雨T — con D.O.) – 3:33 (testo: 黄贞颖 Annakid – musica: Command Freaks (Iconic Sounds), Andreas Stone Johansson)
10. Beautiful (美T — con Baekhyun) – 4:03 (testo: Lee Chae-yoon – musica: Teddy Riley, Dominique "DOM" Rodriguez (Audity), Richard Garcia (Audity), Dantae Johnson, LaByron "Miko" Walton)

Note
- Call Me Baby è eseguita da tutti i membri, mentre il resto delle tracce è eseguito dagli EXO-K o dagli EXO-M in base alla versione coreana o cinese.

## Classifiche

### Classifiche settimanali
| Classifica (2015) | Posizione massima | Posizione massima |
| Classifica (2015) | KOR               | CHI               |
| ----------------- | ----------------- | ----------------- |
| Corea del Sud     | 1                 | 2                 |
| Giappone          | 4                 | 7                 |

### Classifiche di fine anno
| Classifica (2015) | Posizione | Posizione |
| Classifica (2015) | KOR       | CHI       |
| ----------------- | --------- | --------- |
| Corea del Sud     | 1         | 4         |

## Love Me Right
Love Me Right è il repackage di Exodus, pubblicato il 3 giugno 2015. 
Versione coreana
1. Love Me Right – 3:25 (testo: Oh Yoo-won, Kim Dong-hyun – musica: iDR, Nermin Harambašić, Courtney Jenaé Stahl, Peter Tambakis, Ryan S. Jhun, Jarah Lafayette Gibson)
2. Tender Love – 3:36 (testo: Gaeko – musica: GaekoIm Kwang-wook (Devine Channel), Ryan Kim (Devine Channel), Mistazo (Artronic Waves), Dauri (Artronic Waves), Im "Chase" Chae-seop (Devine Channel))
3. Call Me Baby – 3:31
4. Transformer – 3:47
5. What If... (시선 둘, 시선 하나?) – 4:19
6. Baekhyun, D.O., Suho – My Answer – 3:33
7. Exodus – 3:20
8. El Dorado – 3:59
9. Playboy – 3:32
10. First Love – 4:02 (testo: Lee Seu-ran – musica: Cedric "DaBenchWarma" Smith (3Sixty), Keynon "KC" Moore (3Sixty), Perry van de Vrede (Henry Hill), Robert Nickson (Henry Hill), Ahmad Russell, Catherine Ahn, Danny Jones (3Sixty), Zev Perilman)
11. Hurt – 3:39
12. Lady Luck (유성우?) – 3:33
13. Beautiful – 4:03
14. EXO 2014 (약속?) – 4:46 (testo: Chen, Chanyeol, Lay – musica: Chen, Chanyeol, Lay, Deez)

Versione cinese
1. Love Me Right (Chinese Verson) – 3:25 (testo: Oh Yoo-won, Kim Dong-hyun, Lin Xinye – musica: iDR, Nermin Harambašić, Courtney Jenaé Stahl, Peter Tambakis, Ryan S. Jhun, Jarah Lafayette Gibson)
2. Tender Love (就是愛) – 3:36 (testo: Gaeko, Wang Yajun – musica: GaekoIm Kwang-wook (Devine Channel), Ryan Kim (Devine Channel), Mistazo (Artronic Waves), Dauri (Artronic Waves), Im "Chase" Chae-seop (Devine Channel))
3. Call Me Baby (叫我T) – 3:31
4. Transformer (变形女T) – 3:47
5. What If... (两个视线, 一个视线T) – 4:19
6. Chen, Lay, D.O. – My Answer (我的答案T) – 3:33
7. Exodus (逃脱T) – 3:20
8. El Dorado (黄金国T) – 3:59
9. Playboy (坏男孩T) – 3:32
10. First Love (初戀) – 4:02 (testo: Lee Seu-ran, Joo Woo Sung – musica: Cedric "DaBenchWarma" Smith (3Sixty), Keynon "KC" Moore (3Sixty), Perry van de Vrede (Henry Hill), Robert Nickson (Henry Hill), Ahmad Russell, Catherine Ahn, Danny Jones (3Sixty), Zev Perilman)
11. Hurt (伤害T) – 3:39
12. Lady Luck (流星雨T — con D.O.) – 3:33
13. Beautiful (美T — con Baekhyun) – 4:03
14. EXO 2014 (約定T) – 4:46 (testo: Chen, Chanyeol, Lay – musica: Chen, Chanyeol, Lay, Deez)

Note
- Call Me Baby, Love Me Right, Tender Love e Promise (EXO 2014) sono eseguite da tutti i membri, mentre il resto delle tracce è eseguito dagli EXO-K o dagli EXO-M in base alla versione coreana o cinese.
- Tao non partecipa nelle tracce inedite, eccetto per First Love.

### Classifiche

#### Classifiche settimanali
| Classifica (2015) | Posizione massima | Posizione massima |
| Classifica (2015) | KOR               | CHI               |
| ----------------- | ----------------- | ----------------- |
| Corea del Sud     | 1                 | 2                 |
| Giappone          | 9                 | 14                |

#### Classifiche di fine anno
| Classifica (2015) | Posizione | Posizione |
| Classifica (2015) | KOR       | CHI       |
| ----------------- | --------- | --------- |
| Corea del Sud     | 3         | 11        |